# Адамович, Антон Евстафьевич
Анто́н Евста́фьевич Адамо́вич (26 июня 1909, Минск — 12 июня 1998, Нью-Йорк, США) — белорусский литературовед, филолог, историк, журналист, редактор, публицист, прозаик, издатель, педагог, доктор филологии. Активист белорусского культурно-национального движения.

## Биография
В 1928 году окончил Минский белорусский педагогический техникум, продолжил учёбу в Белорусском государственном университете в Минске.
В 1920-х годах начал писать о белорусской литературе, в том числе монография о творчестве М. Горецкого. В 1926 году вышла его о сборнике стихов В. Морякова «Пялёсткі» («Чырвоны сейбіт», 1926).
Сотрудничал с литературным объединением «Узвышша». В июле 1930 года был арестован по обвинению в деле «Союза освобождения Белоруссии» и приговорён к пяти годам ссылки. В 1931 г. выслан в Глазов, в 1934 г. — переведён в Вятку (Киров), где работал в учебных заведениях.
В июне 1937 года был снова арестован НКВД, но в 1938 году вернулся в Минск. Окончил БГУ. Учительствовал.
После оккупации Белоруссии вермахтом, начал сотрудничество с немцами. Один из организаторов издания ряда белорусских газет, журналов, книг. Возглавлял издательский отдел администрации города Минска. Редактировал «Белорусскую газету». Был главным редактором краевого издательства «Менск».
Руководил Белорусским научным обществом. С лета 1942 года — член Главной рады Белорусской народной самопомощи — оккупационной полиции в Белоруссии. Стал сотрудником по пропаганде и печати в администрации гауляйтера В. Кубе.
В октябре 1943 года уехал в Берлин, где начал работать в редакции журнала «Раніца».
После окончания Второй мировой войны, до 1949 года находился в лагерях для перемещённых лиц, где издавал газеты и журналы «Ведамкі», «Бацькаўшчына», «Конадні» и «Сакавік».
Одновременно занимался политической деятельностью.
В 1960 году переехал в США, где продолжил свою культурную и издательскую деятельность.
Автор литературных рецензий, предисловий к книгам белорусских авторов, статей и монографий о белорусской истории, культуре и литературе. Написал рецензии на рукопись книги Н. Арсеньевой «Сягоння» (1944), поэму Л. Случанина «Рагнеда» (1944), сборник А. Соловьева «Звіняць званы Святой Сафіі» (1947) и др.
Автор предисловий к эмигрантским изданиям В. Дубовки («Сredo», 1949), Я. Коласа («Новая зямля», 1952), В. Жилки («Творы. Да 20-годдзя ўгодкаў смерці», 1953), А. Мрыя («Запіскі Самсона Самасуя», 1953), Л. Калюги («Нядоля Заблоцкіх», 1953), Я. Купалы («Раскіданае гняздо» и «Тутэйшыя», 1953), М. Кавыля («Пад зорамі белымі», 1955), Я. Юхнавца («Шорах моўкнасці», 1953) и др.

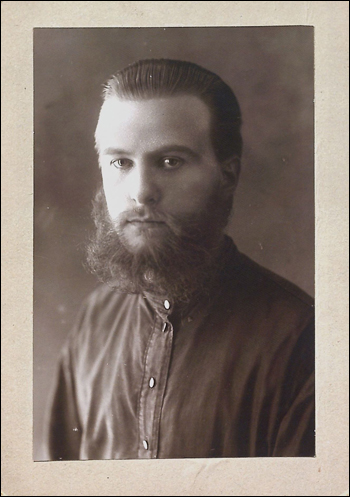
А. Адамович в ссылке в 1931 г.

Опубликовал ряд антибольшевистских рефератов, статей, книг — «Они опять на Белорусской земле» (1944), «Арыентацтва — хвароба беларуская» (1944), «Очерки истории большевизма в Белоруссии» (1954), «Саветызацыя беларускай літаратуры» (1955), «Пантэон пісьменнікаў БССР» (1959). В газете «Бацькаўшчына» опубликовал монографию «Званар Адраджэння — Вацлаў Ластоўскі» (1954). Национальной идеей проникнуты такие его прозаические произведения, как «Афрадыта ОСТ», «Каханы горад» и др.
Продолжал писать историко-литературные и критические статьи: «Алесь Гарун: жыццё і творы» (1961), «Лірнік краіны ветлай (З успамінаў пра Міколу Равенскага)» (1961), «70-годдзе Максіма Гарэцкага» (1963), «Да пытання пра месца Францішака Багушэвіча ў гісторыі беларускай літаратуры» (1964—1965), «Да ўгодкаў Цёткі…» (1966), «Аспекты <…> творчасці Наталлі Арсеневай» (1971), «90 год Купалы й Коласа» (1972), «Успаміны <…> памяці Лявона Савёнка» (1974), «Успаміны пра Уладзіміра Дубоўку» (1976), «Наталля Арсеннева» (1979) и ряд других.
Работал и стал одним из руководителей Радио «Свобода».
Был членом Рады Белорусской народной республики в изгнании.

## Избранная библиография
- Максім Гарэцкі: (Спробы манаграфіі аб творчасці) // Узвышша. 1928, № 1—6;
- Большевизм на путях установления контроля над Белоруссией. Мюнхен, 1954;
- Якуб Колас у супраціве саветызацыі: доследы і матэрыялы. Мюнхен, 1955;
- Большевизм в революционном движении в Белоруссии: Исследования и материалы. Мюнхен, 1956;
- Супраціўленне саветызацыі ў беларускай літаратуры. Мюнхен, 1956;
- Як дух змагання Беларусі (да 100-х угодкаў нараджэння Івана Луцкевіча) (1981);
- Да гісторыі беларускае літаратуры (2005).